# Thrasher-incidens

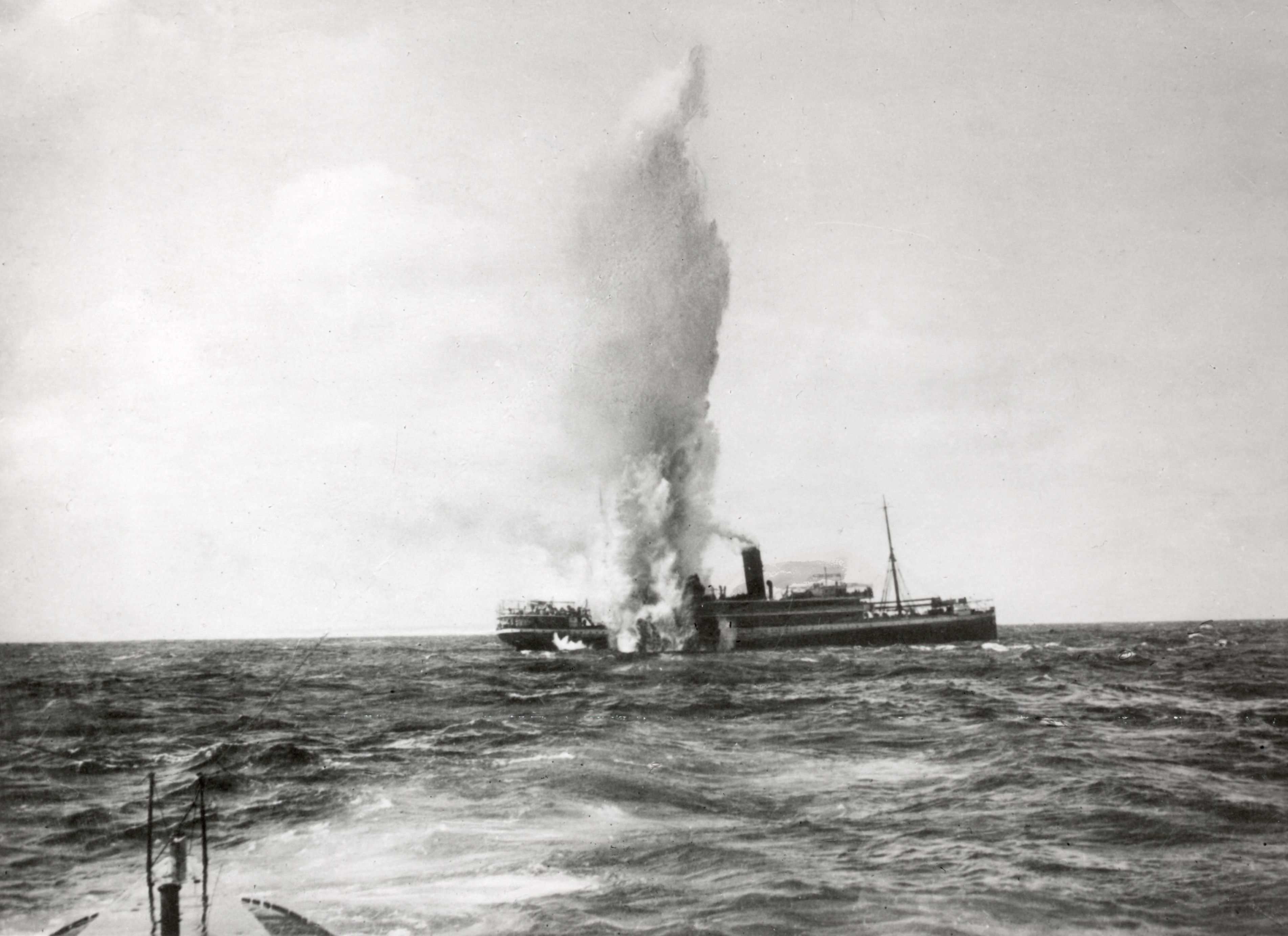
A Falaba az U 28-ról fényképezve a torpedótalálat elszenvedésekor

A Thrasher-incidens  avagy Falaba-incidens egy kisebb diplomáciai incidens volt az Egyesült Államok és Németország között az első világháború elején, 1915 március–áprilisában. A kiváltó oka a Liverpoolból Nyugat-Afrika partjai felé tartó Falaba brit kereskedelmi hajónak az Ír-tengeren egy német tengeralattjáró – az U 28 – általi feltartóztatása, majd elsüllyesztése volt nem egész két hónappal a Nagy-Britannia körüli fokozott tengeralattjáró-hadjárat meghirdetése után, mivel a több mint 100 halálos áldozat között egy amerikai állampolgár – egy bizonyos Leon Chester Thrasher bányamérnök – is volt. A halálesetek oka a megállásra kényszerített hajó legénységének a mentőcsónakok leengedése során tanúsított szakszerűtlen eljárása volt, aminek következtében több csónakot a vízbe ejtettek, melyek így felborultak vagy súlyos szerkezeti károkat szenvedtek, de volt amelyiknél a fenékcsavarokat nem tették a helyükre a leengedést megelőzően, így az süllyedni kezdett a sikeres leengedés ellenére. A brit háborús propaganda azonban felkarolta az esetet, és azzal vádolta meg a németeket, hogy az evakuációra nem biztosítottak kellő időt, ezzel pedig szándékos tömeggyilkosságot követtek el. Az ügyben 1915 májusában Londonban bírósági eljárást folytattak le a túlélők meghallgatásával, aminek a végén a testület azt állapította meg, hogy a katasztrófáért egyedül a tengeralattjáró német parancsnoka tehető felelőssé, mivel csak öt percet engedélyezett az evakuációra. Ez ellentmondott a legtöbb szemtanú által elmondottakkal, akik többnyire 10-15 percben adták meg a hajó elhagyására való felszólítás és a torpedótalálat között eltelt időt, de több beszámoló alapján még ennél többre lehet következtetni. A német tengeralattjáró parancsnokának állítása szerint szóban közölve tíz percet adott a hajó elhagyására, ám látva a csónakokkal való szakszerűtlen eljárását, tovább kivárt, és végül 23 perc eltelte után lőtte ki a torpedót a hajóra.
Az eset megosztotta az amerikai diplomácia irányítóit. Míg az USA semlegességi nyilatkozatát tiszteletben tartó William Jennings Bryan külügyminiszter úgy ítélte meg, hogy a deklaráltan háborús övezetben egy hadban álló ország hajóján való utazás az egyén felelőtlen döntése, ami miatt nem kívánatos a Németországgal való kapcsolatokon rontani, addig a németekkel való konfrontációt kereső Robert Lansing tanácsos keményen megfogalmazott tiltakozó jegyzéket akart elküldetni Woodrow Wilson elnökkel a német kormányzatnak azzal a váddal, hogy a tengeralattjáró nem adott elegendő időt az elmenekülni nem próbáló hajó elhagyására. Miután a német reakciókon túl számos túlélő beszámolója, illetve képi bizonyítékok is ellentmondtak a brit híreszteléseknek, végül Wilson elnök eltekintett a Lansing által sürgetett jegyzék elküldésétől.
A Falaba elsüllyesztésének propagandisztikus tálalása az „5 perces mítosz” terjesztésével a „belgiumi mészárlások” legendája után a britek második próbálkozása volt arra, hogy az Egyesült Államokat bevonják a háborúba. Az Egyesült Államok hadba lépését pártoló brit és amerikai politikusok ez után egy német tengeralattjárók által okozott nagyobb tengeri katasztrófa bekövetkeztében bizakodtak, nagy számú amerikai áldozattal, mely keményebb fellépést tehet majd lehetővé Németországgal szemben az USA részéről. Ez bő egy hónap múlva az Lusitania óceánjáró elsüllyesztésével érkezett el, teljesen háttérbe szorítva a Falaba esetét.

## Előzmények – amerikai hajó- és emberveszteségek

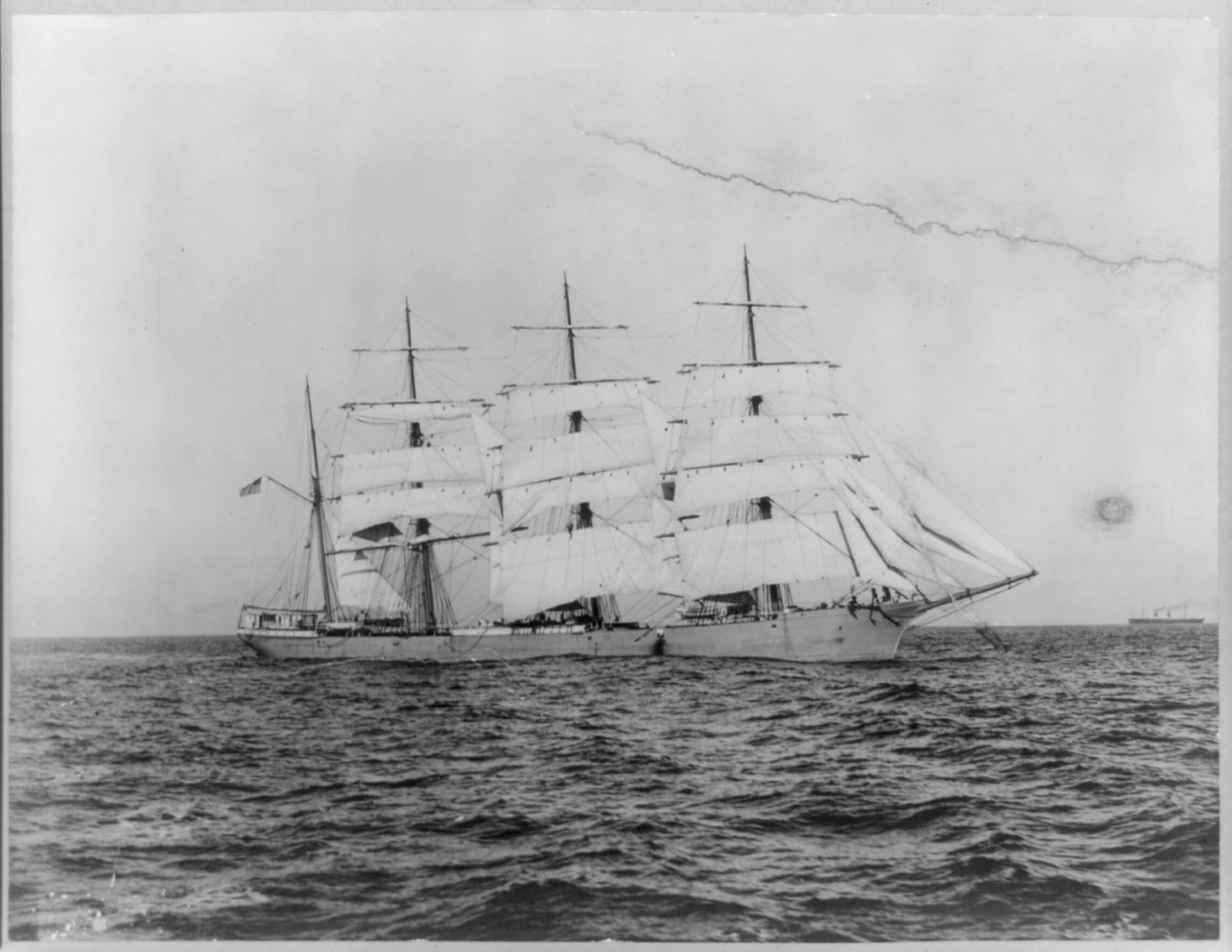
William P. Frye

A Császári Haditengerészet első világháborús tevékenysége 1915 elejétől sértett közvetlenül amerikai érdekeltségeket. 1915. január 28-án a Prinz Eitel Friedrich segédcirkáló elfogta, majd a legénységének leszállítása után elsüllyesztette a brit megrendelésre háborús dugárunak (kontrabandnak) minősülő rakománnyal bíró William P. Frye vitorlást a brazil partoknál, mely az első elsüllyesztett amerikai kereskedelmi hajó volt a háborúban.
A brit admiralitás egy 1915. január 31-ei titkos utasításában felhatalmazta a brit kereskedelmi hajókat, hogy a tengeralattjárók megtévesztése és összezavarása érdekében semleges államok zászlóit vonják fel. Másnap, február 1-én egy brit jachtról tüzet nyitottak egy német tengeralattjáróra, ami az első olyan eset volt, mikor polgári hajó intézett támadást egy U-Boot ellen.
Február 4-én Németország válaszul a britek északi-tengeri blokádjára, és a nemzetközi jog további megsértéseire háborús övezetté nyilvánította a Brit-szigetek körüli vizeket. A kijelölt területen belül a német tengeralattjárók február 18-tól kezdődően bármely brit kereskedelmi hajót akár előzetes figyelmeztetés nélkül is elsüllyeszthették, és felhívták arra is a figyelmet, hogy a semleges zászlókkal való brit visszaélések miatt akár a semleges államok hajóit is érhetik károk. Február 19-én és 22-én egy-egy kisebb amerikai teherszállító futott aknára és süllyedt el az Északi-tengeren, amik együtt négy ember halálával jártak.
A német tengeralattjáró-háború fokozására válaszul a brit admiralitás utasította a kereskedelmi hajókat, hogy térjenek ki a tengeralattjárók elől vagy gázolják le őket, és ne cikk-cakkban haladva közlekedjenek.
Wilson elnök és William Jennings Bryan külügyminiszter február 10-én az Egyesült Államok tiltakozását közvetítette Németország felé a tengeralattjáró-háború fokozása miatt. Wilson és Bryan a német eljárást „a tengeri hadviselésben példa nélkülinek” nevezték és kilátásba helyezték, hogy a németeket az „ilyen cselekedeteikért [a polgári hajók elleni figyelmeztetés nélküli támadásokért] szigorúan felelőségre fogják vonni.” 

## AFalabaútja

### Utasai és rakománya
Az Elder Dempster Lines-hoz tartozó Falaba (4806 BRT) kombinált utas- és teherszállító hajó (kombihajó) 1915. március 27-én futott ki Liverpool kikötőjéből a nyugat-afrikai Sierra Leone irányába. A fedélzetén 95 fős személyzet és 151 utas tartózkodott.
A 95 fős legénység közel fele, 43 fő az előző út során is a hajón volt. Rajtuk kívül még a Marconi cég által biztosított rádiós és két segítője szolgált a hajón. A 147 utas között 7 nő volt, akik 85 férfivel az I. osztályon utaztak. A II. osztályon 55 férfi utazott. Gyermekek nem voltak a fedélzeten. Az utasok között három külföldi állampolgár, egy-egy dán, görög és amerikai volt. Az amerikai állampolgár Leon Chester Thrasher bányamérnök volt, aki egy brit társaságnál vállalt munkát az Aranyparton. Az utasok között volt a brit hadsereg 30 tisztje, akik a Német Kamerun elleni hadjáratot indultak előkészíteni, és 70 gyarmati tisztviselő. A hajó rakományához tartozott 13 tonna lőszer és lőpor is, amiről az elsüllyesztése utáni brit vizsgálat azt állapította meg, hogy a hajó békeidőkben szokásos normál rakományához tartozott.
A hajó négy kazánja az incidens idején mind üzemelt, ezek mindegyike négy tűztérrel volt melegíthető. A tűzterek közül egyet-egyet az előzetes terveknek megfelelően 11:30 és 12:00 között ki kellett oltani, hogy a salaktól megtisztítsák. A német tengeralattjáró észlelésekor így a 16 tűztérből 12 volt használatban. A főgépész elmondása szerint a hajtóművek ekkor 12,5–12,75 csomó körüli sebesség eléréséhez megfelelő teljesítménnyel dolgoztak, ami megfelelt a hajó utazósebességének. A hajó az admiralitás utasításainak megfelelően a háború előtti bevett útvonaltól távol haladt, hogy a tengeralattjárók kisebb eséllyel találjanak rá.

### Mentőcsónakokkal való felszereltsége
Az érvényben lévő előírások szerint a Falabának a méretei alapján hét darab első osztályú mentőcsónakkal kellett volna rendelkeznie együttesen 282 férőhellyel – azaz helyet kellett tudjanak biztosítani a fedélzeten lévő összes személynek teljes kihasználtság esetén is. A Falaba azonban csak négy ilyen, valóban mentőcsónaknak minősíthető csónakkal rendelkezett, melyek egyenként 49 férőhelyesek voltak, azaz a 196 férőhelyük nem biztosított mindenki számára helyet. Ezek a csónakok a hajó elején kaptak helyet (a jobb oldaliak 1-es és 3-as, a bal oldaliak 2-es és 4-es számú csónakként). A következő három egység (5, 6 ill. 7) úgynevezett szörfcsónak volt, melyeket főként az utasok csomagjainak a nyugat-afrikai nyitott kikötőkbe való kihajózására használtak. Egyenként 28 főnek adhattak helyet, azonban a felszereltségük nem felelt meg a mentőcsónakokkal szemben támasztott kritériumoknak. Ezeken kívül volt még egy parancsnoki gig (8-as számú csónak) a fedélzeten, mely – a későbbi brit vizsgálat megfogalmazásában – „körülbelül 30 személy” befogadására volt képes, viszont a mentőcsónakokkal szembeni elvárásoknak ez sem felelt meg. A nyolc csónak együttesen 310 főnek biztosított helyet, ami mindenesetre jóval meghaladta a 242 fős létszámot.
A hajótársaság szakértőjének 1914. december 10-én elvégzett vizsgálata és a hajó ácsának elmondása szerint is mindegyik csónak kifogástalan állapotú volt. Az utólagos brit vizsgálat megállapítása szerint a hajón rendszeresen megtartották a mentőcsónakokkal végzendő, előírás szerinti gyakorlatokat. A négy nagy csónakot és a kapitány gigjét az indulás napján végzett gyakorlat során leengedték, a másik hármat (a szörfcsónakokat) nem. Az út során már nem volt lehetőség elvégezni a betervezett újabb próbát.

### AFalabaórabeállításai
A nagy távolságokat befutó tengerjáró hajóknál bevett szokás volt, hogy hajnalonta az égitestek helyzete alapján határozták meg a földrajzi hosszúságot, amelyen épp tartózkodtak, és ennek alapján a „fedélzeti időt” (deck time), amit aztán másnap hajnalig alkalmaztak. A Falabán az átállítást közvetlenül a reggeli étkezés után hajtották végre, és ez minden bizonnyal megtörtént a térképteremben és a szalonokban lévő órákkal, azonban többek között a gépteremben és a rádiószobában erre nem került sor. A rádiókezelő elmondása szerint a rádiószobában egészen addig nem is történt volna meg az átállítás, míg kapcsolatot tartottak szárazföldi brit rádióállomásokkal. Az átállításról a szokásoknak megfelelően déli 12:00-kor értesítették volna az utasokat. Walter Baxter első tiszt elmondása szerint a Falabán végrehajtott időátállítás révén „mintegy 35 perccel” tértek el a greenwichi középidőtől.

## AzU 28portyája

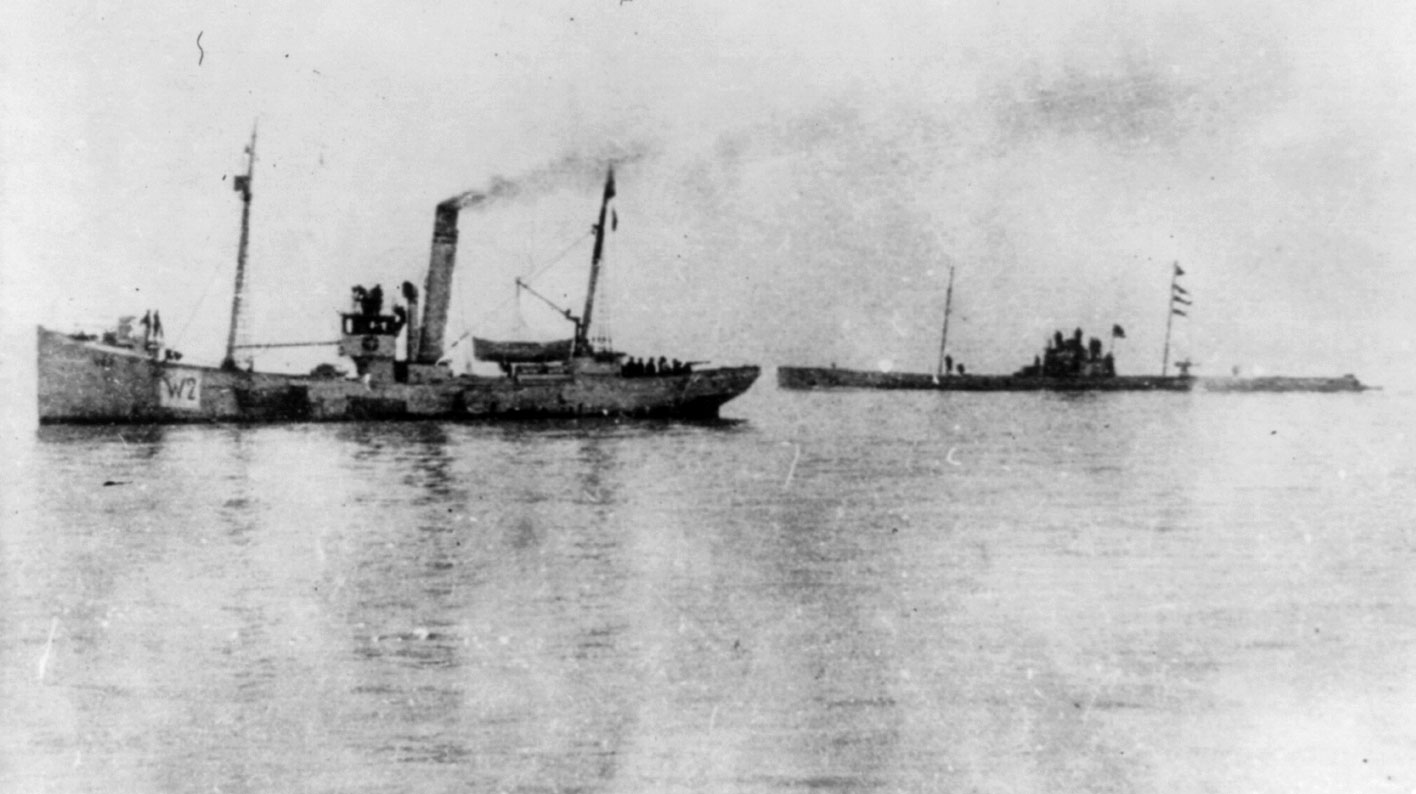
Az U 28 előtérben egy révhajóval még az incidens előtt Ostendében (1915. március)

Az U 28 egy északnémet támaszpontról báró Georg-Günther von Forstner sorhajóhadnagy parancsnoksága alatt március 16-án futott ki a bevetésére, melynek eredeti célterülete az Ír-tenger volt. Útban a Doveri-szoros felé több semleges kereskedelmi hajó ellenőrzése után 17-én a dugárut szállító Leeuwarden brit gőzöst fogta el. A 990 tonnás hajó három figyelmeztető lövés leadása után állt meg, és a személyzet leszállítása után ágyútűzzel süllyesztették el. A tengeralattjáró ezután a mentőcsónakokat a Rajna tölcsértorkolatánál lévő Maas világítóhajóig vontatta el. Másnap két holland gőzöst ellenőrzött, melyek élelmiszert szállítottak Angliába, ezért lefoglalták őket és zsákmányhajólegénység felügyelete alatt a német megszállás alatt álló belga Zeebrüggébe vitték őket, ahova a tengeralattjáró is befutott. A német zsákmánybíróság közülük a Batavier V számára szabad eltávozást biztosított, a Zaanstrom rakományának egy részét is visszaadták, de a hajót lefoglalták.
Az U 28 március 24-én futott ki ismét. A Dover és Calais közötti szakaszon áthaladva a hátulsó, fő periszkópjába tengervíz jutott be, amitől az használhatatlanná vált. A rövid periszkóppal csak nyugodt tengeren lehetett volna észrevétlenül torpedótámadást indítani alámerülve, de Forstner úgy döntött, hogy ennek ellenére folytatja az útját, és a zsákmányjog szerint eljárva fogja teljesíteni a bevetést. Másnap Beachy Headnél ellenőrizte a holland Medea gőzöst (1254 BRT). Mivel Londonba szállított élelmiszert, és a papírokból nem derült ki egyértelműen, hogy a polgári lakosság számára történt-e a fuvar, a lefoglalása pedig már nem volt lehetséges, Forstner az elsüllyesztése mellett döntött, amit a löveggel hajtottak végre. A legénységének mentőcsónakjait ezt követően a térségben lévő angol őrhajók közelébe vontatták. A sötétség beállta után Forstner egy jelzések nélkül haladó gőzösre lőtt ki egy torpedót, mely nem talált célba.
Március 26-án nyugatnak haladva erős hullámzás mellett újabb jelzések nélkül haladó gőzösre lőtt ki torpedót, ismét sikertelenül. A cornwalli Lizard-félszigetnél Forstner több brit gőzöst is észlelt, de az erős hullámzás miatt a lövegét és a torpedóit sem használhatta, utóbbiakat a körülmények jelentette bizonytalan mélységi kormányzás miatt.
Március 27-én a Bristol-csatornán megpróbált megállítani egy jelzések nélküli gőzöst, mely menekülni kezdett. A tengeralattjáró tűz alá vette, de a szemből érkező hullámok miatt csekély volt a sebességi fölénye, ezért, bár négy találatot elért rajta, végül elkerülendő a túl nagy lőszerfelhasználást, felhagyott az üldözéssel. A hajó mindeközben felvonta a brit zászlót. Forstner ehhez a következőket jegyezte fel: „A gőzös kapitánya különösen rettenthetetlenül viselkedett és amennyiben a hajójával megúszta a dolgot, akkor nagyon is rászolgált a kormányzatának az elismerésére.” A gőzös a Vosges (1295 t) volt, mely a sérülései következtében még a kikötő elérése előtt elsüllyedt. Legénységének egy tagja veszett oda.
Még ezen a napon a Szent György-csatorna vizein megállította a South Point nevű gőzöst, (3837 t), melyet miután a legénysége elhagyott, megtorpedózott, majd a süllyedését több, a vízvonalára leadott ágyúlövéssel igyekezett felgyorsítani. Közben egy újabb jelzések nélküli hajó (Aguila, 2114 BRT) közeledését észlelték, mely a tengeralattjáró jelzéseit figyelmen kívül hagyva megpróbált elmenekülni, de három gránáttalálat után megállt. Miután a mentőcsónakjai eltávolodtak tőle, az áldozatát torpedóval süllyesztette el Forstner.
A március 28-ára való éjszakát a tengeralattjáró a tengerfenéken töltötte 25 méteres mélységben a Szent György-csatornától délre. Reggel egy spanyol zászló alatt haladó hajót ellenőrzött és engedett tovább, majd ezt követően jobbra elöl tűnt fel egy nagyobb gőzös, mely a Falaba volt. A német tengeralattjáró hadinaplójának feljegyzése szerint ekkor északkeleti szél fújt, erős hullámveréssel, de az idő tiszta volt. Forstner sorhajóhadnagy alámerülésre adott parancsot, hogy támadáshoz manőverezhessen. A magas hullámok miatt csak akkor tudták kivenni újra a hajót, mikor már 5 tengeri mérföldre került tőlük. Mivel így a víz alól való rejtett támadás lehetetlenné vált, 12:10-kor (GMT) felemelkedtek a felszínre, és a legnagyobb sebességre (kb. 16 csomó) gyorsítva vették üldözőbe a kiszemelt célpontot. A környéken sok halászhajó volt látható, melyek közül a német félelmek szerint bármelyik felfegyverzett lehetett.

## AFalabaelsüllyesztése

### Az üldözés

A német hadilobogó, a „Kaiserliche Kriegsflagge”…

… és a rá némileg hasonlító brit hadilobogó, a „White Ensign”

A Szent György-csatorna vizén az iránytű szerint 216° irányba (dél-délnyugat) 12-13 csomós sebességnek megfelelő hajtóműteljesítménnyel haladó Falabáról 11:40-kor (12:15 GMT) Pengilly harmadik tiszt (third officer) észlelte elsőként a nyomukba szegődött tengeralattjárót 3 tengeri mérföldre (5,5 km) becsült távolságra, két vonásnyira (22,5°) a jobb oldalon, és úgy vélte látni, hogy brit hadilobogó alatt halad. A tengeralattjáró mögött „valamekkora” távolságra egy kisebb halászhajót – az Emma Eileen driftert – is látott. Pengilly jelentette az észlelését Walter Baxter első tisztnek, aki a hídra hívta a térképszobában tartózkodó Frederick J. Davies kapitányt.
Davies kapitány az észlelés hatására a maximális sebességre való gyorsításra és új irány felvételére (balra két vonás) adott utasítást, amivel pont a tat mögött tarthatta a tengeralattjárót. A sebességet azonban nem lehetett tovább fokozni, mivel a telegráf folyamatosan a maximális sebességre volt állítva. A parancsok kiadása után a rádióssal (szikratávírásszal) következő üzenetet adatta le 11:50-kor (12:25 GMT): 
„Tengeralattjáró közelít felénk. Brit lobogó alatt halad. 51° 32’, 6° 36’.”
Davies kapitány ezután távcsővel vette szemügyre a tengeralattjárót, és azt állapította meg, hogy az – a britéhez nagyban hasonlító – német lobogó alatt közeledik. A későbbi brit hivatalos álláspont szerint az nem tisztázható egyértelműen, hogy a Falabán tett első megállapítások voltak-e tévesek, avagy a németek vonták fel közben a valódi lobogójukat, de Langensiepen és Nottelmann szerint egy ilyen cserét nem lehetett volna kivitelezni anélkül, hogy az a hajóról ne lehetett volna jól kivenni, így nyilvánvalóan az első észlelések tévesek voltak. Meglátásuk szerint ez az állítás azért sem lehet hiteles, mert ha a kisebb jelzőzászlókat le tudták olvasni, akkor azt is észre kellett volna vegyék, hogy a torony hátsó peremére erősített zászlót menetközben lecserélik.
A menekülni próbáló gőzöst Forstner üldözőbe vette 16 csomós sebességgel haladva, de a 3-4 csomós sebességkülönbség miatt a tengeralattjáró gyorsan közelített a hajóhoz, melynek az észlelése után 12 perccel (11:52; 12:27 GMT) zászlójelzésekkel az „Azonnal álljon meg!”, majd fél perccel később a „Megállni, vagy lövök” parancsot adta. Ezeket a jelzéseket bár helyesen értelmezték a hajó hídján, úgy döntöttek nem veszik figyelembe őket. Forstner röviddel 11:30 (12:30 GMT; 11:55 Falaba fedélzeti idő) előtt a felszólítás nyomatékosításához egy jelzőrakétát is fellőtt. A brit kapitány a felszólítás hatására egyeztetett Baxter első tiszttel, akivel arra jutottak, hogy lehetetlen elmenekülniük a tengeralattjáró elől, és a fedélzetre csődült utasok miatt sem engedhetik meg, hogy tüzet nyissanak rájuk, ezért a gépháznak azt az utasítást adták, hogy állítsák le a hajtóműveket.
A Falaba kormányosának visszaemlékezése szerint a lassuló hajónak egy harmadik zászlójelzésekkel leadott parancs is érkezett a „Hagyják el a hajót azonnal!” tartalommal bírt. Forstner ezután a leálló Falaba mellé manőverezett kellő távolságot tartva ahhoz, hogy kézi lőfegyverekkel ne vehessék tűz alá, majd meggyőződött arról, hogy a fedélzetén nincsenek lövegek. A tengeralattjáró fedélzeti lövegénél az üldözés során két ember tartózkodott a nagyobb fenyegető hatás elérése céljából, őket a Falaba fedélzetéről készült fényképek tanúsága szerint eddigre már visszahívták az lövegtől.
Röviddel az utolsó zászlójelzés leadása után 12:30-kor (GMT) a tengeralattjáró tornyában álló egyik tiszt megafon igénybevételével szóban azt is közölte a Falaba kapitányával, hogy a hajó evakuálására 10 percet adnak. A brit kapitány azt válaszolta, hogy a csónakokhoz mennek, de előtte még az első tisztjét a rádiószobába küldte azzal, hogy a következő üzenetet adassa le a távírászokkal:
„Tengeralattjáró mellém állt. Leszállítom az utasokat a csónakokba.”
Edwin Taylor, a távírász hallva az elhangzottakat saját kezdeményezésére egy második rádióüzenetet is leadott:
„Pozíció 51° 32’ É. 6° 36’ Ny. Torpedó, csónakokba szállás.” („Position 51° 32’ N. 6° 36’ W. torpedo, going boats).”

### AFalabamegtorpedózása
Az eseményeket a periszkópon keresztül szemmel tartó Forstner megfigyelései szerint már a hajó elhagyására felszólító zászlójelzés leadásakor „vad rendetlenség” támadt a hajó fedélzetén, bár a túlélők visszaemlékezései és a készült fényképek tanúsága szerint pánik nem tört ki. A fedélzetre feljövő John Ellams fősteward szerint az utasok mentőmellényeiket felvéve nyugodtan várták a csónakba szállást, és a várakozók egy csoportja az „It’s a long way to Tipperary” című dalt is elénekelte. Forstner szemtanúja volt, ahogy a hajó bal oldalán a legénységnek komoly gondot okozott a mentőcsónakok előkészítése, és több csónakot is kapkodva vízre ejtettek, ezért úgy döntött újabb 10 percet vár, hogy az összeset leengedhessék és azok biztos távolságra kerülhessenek a hajótól. Közben a tengeralattjárója lassan haladva megkerülte a Falabát, és annak a jobb oldalára került.
Közben a britek leengedték a csónakokat, némelyik felborult, vagy süllyedni kezdett a be nem csavart fenékdugók miatt. A túlélők elmondása szerint a hajó a csónakok leengedésekor már mozdulatlanul egy helyben állt, így a mozgása nem játszott közre a leengedések sikertelenségében. A vízre tett csónakok hamar elsodródtak a Falabától, furcsa módon azonban míg némelyiket a hajó orra felé vitt el az ár, addig másokat a tatja felé. Ennek oka az lehetett, hogy bár a kormánylapátokat egyenes állásban hagyták, az áramlatok lassan keresztbe fordítottá a hajót.
Forstner beszámolója szerint 20 perc után már az összes csónakot vízre tették, de mivel még ez után is látott embereket a fedélzeten, tovább várt, mígnem a torony felső részéből gyorsan közeledő füstfelhőket jelentettek neki. A torony alsó részében, a tengeralattjáró belsejében a periszkópnál álló Forstner ekkor, 11:53-kor (12:53 GMT) kiadta a parancsot az egyik tattorpedó kilövésére. A mintegy 240 m távolságból kilőtt torpedó a hajóközépső-hátsó részét találta el. Forstner elmondása szerint már a tűzparancs kiadása után vette észre, hogy a hajón még van egy csónak (a 7-es), melyet a benne ülőkkel épp ekkor készültek leereszteni. A csónakdarun függő – egy brit beszámoló szerint még a fedélzeten lévő – csónak a robbanás lökéshullámának hatására a vízbe esett, a hajó pedig a jobb hátulja felé süllyedni kezdett, és 8 perc múlva teljesen elmerült. A fedélzetén kb. 16-18 ember maradt hátra, akik a vízbe ugorva igyekeztek elérni az egyik mentőcsónakot, vagy a felszínen maradáshoz megfelelő tárgyat keresni.
Az U 28 hadinaplója említést tesz arról, hogy a Falaba kapitánya a torpedótalálat után a hídra sietett, és a gőzsípot maga működtetve hívta magához a közelben lévő halászgőzöst – az Eileen Emmát –, mely hajó ezután felvette a hajótöröttek nagy részét. Forstner a mentési munkálatokból való kimaradását azzal indokolta, hogy a megtámadott hajó rendelkezett szikratávíróval, és tartott attól, hogy a közeledő füstfelhők az általa segítségül hívott hadihajóktól erednek. Emiatt pedig jobbnak látta gyorsan elhagyni a helyszínt.

### Reakciók aFalabasegélykérésére
A Falabával egyidőben Liverpoolból kifutó, Amerikába tartó Cymric egyike volt a Falaba üzeneteit fogó hajóknak és bár még csak 15 tmf távolságra volt tőle, az admiralitás utasításai értelmében meg volt tiltva számára, hogy kockázatot vállalva a bajba jutott hajó utasainak segítségére siessen. Pár perccel később a Cymric rádiókezelője hallotta, ahogy brit hadihajók válaszolnak a Falaba jelzéseire.
Az eseményekre az írországi Queenstown és a walesi Pembroke között félúton került sor és mindkét bázis fogta a jeleket. Queenstown nem tudott küldeni semmit, de Pembroke-ból az előző reggel oda beérkező Liffey rombolót indították útnak.

### Az evakuáció lefolyása
A mentőcsónaknak minősülő 1-4-es számozásúak, valamint a parancsnoki gig (8-as) már a liverpooli révkalauz távozása óta ki voltak billentve. Mikor a tengeralattjáró 90 m-re megközelítette a Falabát, Davies kapitány úgy döntött, hogy két szörfcsónakot (5-ös ill. 6-os csónak) is kibillentenek. Arra nem született magyarázat, hogy a 7-est egyedüliként miért nem vonták be ekkor még a mentésbe. A csónakok leeresztése Walter Baxter első tiszt felügyelete alatt zajlott, akitől a fősteward (az utaskísérők főnöke), a másodsteward (annak helyettese) és még egy személy azt az utasítást kapta, hogy gondoskodjanak arról, hogy minden utas feljöjjön a fedélzetre és mindenki kapjon mentőmellényt. A Titanic katasztrófájának tapasztalatai alapján a pánik kitörésének elkerülése érdekében az „A csónakokba!” helyett a „Mindenki a csónakokhoz!” utasítást adták ki.
A hajó megállása után a kapitány is elhagyta a hidat és hátrament a hátsó felépítményre (púpfedélzetre), hogy onnan kövesse figyelemmel a 7-es és 8-as csónakoknál végzett munkálatokat. A torpedótalálat után visszament a hídra, hogy a gőzsíp segítségével tájékoztassa a helyzetről a közelben lévő driftert, az Eileen Emmát. Arról Forstner is megemlékezett, hogy a brit hajó kapitánya példamutató magatartást tanúsított, bár a németek úgy vélték, a hajójával együtt süllyedt el. Valójában az utolsók egyikeként maga is a vízbe vetette magát, és ki is sikerült menteni, de hamarosan elhunyt.
Az egyes csónakok leeresztése a következőképpen zajlott:
- Az 1-es számú csónaknál kezdte az ellenőrzést Baxter első tiszt, ahol elmondása szerint tudatlan utaskísérők próbálták megoldani a feladatot egyetlen tengerész jelenléte nélkül. A kibillentett, és a csónakfedélzet szintjéig leengedett csónak hamar megtelt utasokkal, majd tovább eresztették lefelé. A sétálófedélzethez érve többen a csónak orrába ugrottak, mire az orrnál lévő kötelet kezelő utaskísérő elengedte a kötelet, így a csónak orral előre kezdett zuhanni a víz felé. Ezt látva a másik steward is elengedte a kötelét, hogy a csónak ne teljesen függőleges helyzetben csapódjon a vízbe. A csónak egyik oldalára dőlve ért vizet és felborult. A vízbe esetteknek sikerült ugyan visszafordítaniuk, de röviddel rá ismét felborult. A vízbe esettek szerencséjére a 3-as számú csónak a közelükben volt, és sikerült sokukat kimentenie.[12]
- A 3-as csónaknál Baxter beszámolója szerint rendben zajlottak a munkálatok. A főfedélzet magasságában azonnal 30 ember mászott bele, de arra ügyeltek, hogy pár helyet szabadon hagyjanak az esetlegesen a vízből kimentendők számára. A csónak még 6 lábnyira volt a víztől, mikor elengedték a köteleit, de a nagy erejű becsapódást viszonylag jól átvészelték a benne lévők. A tülekedésben azonban nem lehetett hozzáférni az evezőkhöz, a lékdugót pedig elfelejtették becsavarni a helyére, így a csónak alján lévő víztelenítő résen át beömlött a víz, és négy férfinek a Bowler-kalapjával folyamatosan mernie kellett ki a vizet. A 3-as csónak érte el elsőként az Eileen Emmát, mely kimentette a hajótöröttjeit. Az üres csónakot magára hagyták, azt később a partra sodorta a tenger.[12]
- Az 5-ös számú csónakot rendben vízre tudták engedni. A hajó kormányosa szerint a kapitány 12:20-kor (12:55 GMT) közölte vele, hogy a kormányállásban már nincs tennivalója, segédkezzen a csónakok leengedésénél, és elsőként az 5-ös csónaknál segédkezett, mely a torpedó becsapódásáig már biztonságos távolságra el tudott távolodni a Falabától.[12] A hivatalos brit álláspont szerint már tíz perccel ezt megelőzően be kellett volna következnie a találatnak (12:10 GMT).
- A 7-es számú csónakot számos legenda lengi körbe, amit fokoz az is, hogy gyakran összekeverik a 8-assal, és a brit vizsgálat során is 8-asként említik rendre. Ez volt a jobb oldalon a tathoz legközelebbi csónak „kb. 30 fős” kapacitással, és ez volt az, melyet a torpedó kilövésekor próbáltak vízre tenni közel ahhoz a helyhez, ahol a torpedó becsapódott. A detonáció miatt ez a csónak is a vízbe esett és végül felborult. A 2-es csónak egyik túlélője, W. C. Chiswell szerint a benne tartózkodók közül nyolc főnek sikerült kimenteni magát az ő csónakjuk maradványaira,[12] de valójában legalább ketten az (a rádiós és az egyik steward) az 1-es csónakból kerültek a vízbe a kimentettek közül, így ha voltak is egyáltalán a 8-as csónakból valók, maximum hatan lehettek. Érdekesség, hogy a brit vizsgálat során 37 túlélőt hallgattak meg, de egyikük sem volt ennek a csónaknak az utasa.[36]

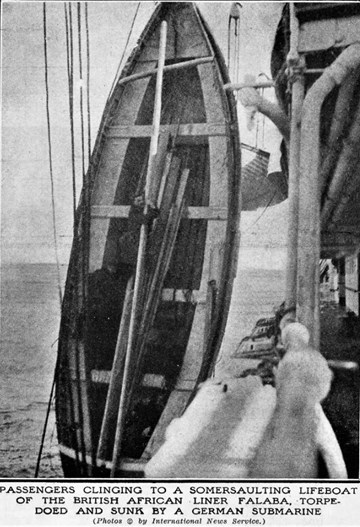
A 2-es számú mentőcsónak az egyik kötelének elengedése után a benne megkapaszkodó utasokkal

- A 2-es csónakot John Ellams fősteward felügyelete mellett készítették fel a leengedéshez. Szerinte a csónak leeresztését az utasokkal rendben megkezdték, de az egyik kötelet itt is eleresztette valaki (a hajó mészárosa). Az épp itt tartózkodó Davies kapitány ekkor arra adott utasítást, hogy a másik kötelet is hagyják végigrohanni a csigasoron, hogy legalább valamelyest kontrolláltan érkezzen a csónak a vízre.
Ezzel némileg ellentmondásos a csónakba beszállók vallomása. A csónakot négy személy (W. C. Chiswell, Robert Primrose, David Ryder, és annak fia, David Ryder Jr.) közelítette meg a csónakfedélzeten, és döntött úgy, hogy a félig kibillentett csónakot kilökik és helyet foglalnak benne. Azonban alig szálltak bele négyen, a hátsó része zuhanni kezdett, a négy ember pedig egyensúlyát vesztve igyekezett megkapaszkodni a csónak padjaiban. Ezt a pillanatot kapta el a Warwickshire Ezred egyik tisztje, Lacon hadnagy a fényképezőgépével, aki számos fényképet készített az eseményekről.
Az elől megnövekedett terhelés miatt a kötél kirántotta a hajó gerincének elején lévő blokk szemes csavarját, így a csónak orral előre csapódott a vízbe és megtelt vízzel. Ezt követően Chiswell szavaival az történt, hogy „az oldalpalánkok kimozdultak a helyükről és a csónak feneke leszakadt” („the gunwales came away from the sides and the bottom dropped out”). Chiswell a csónakban lévő felszereléshez tartozó kötelekkel megpróbálta összefogni a romokat, hogy valamennyire mégis csak segítségükre lehessenek a mentésben. Ezután egy másik utas, Robert Primrose szerint a torpedótalálatkor a sodródó maradványok mintegy 45 méterre voltak a jobbra a Falaba mögött, 18 méterre a tengeralattjárótól. (Utóbbi távolság nyilvánvalóan téves.) A csónak utasait 3 és fél óra múlva az Orient II drifter mentette ki. Az időt addig a túlélők a csónak felső pereme mentén felerősített légtartályokon töltötték. Ezen állapotok ellenére a 2-es csónak tíz személyt vett fel. A tíz kimentett közül két személy hipotermia következtében már elhunyt mire a drifter odaért hozzá.[12]
Érdekesség, hogy W. C. Chiswell a tengeralattjáró észlelése és Forstnernek megafonnal a hajó elhagyására való felszólítása közötti időt 20 percben adta meg, a felszólítástól a torpedótalálatig eltelt időt pedig kb. fél órában. Utánkérdezésre ezt úgy módosította, hogy a tengeralattjáró megpillantása és a torpedótalálat közötti idő volt fél óra.
- A 4-es csónak egyik kimentettje, az Aranyparton polgári hivatalnokként alkalmazott Mr. Woolley arról számolt be, hogy a sétálófedélzeten tartózkodva keltette fel a figyelmét a tengeralattjáróról fellőtt fehér jelzőfény. Ekkor a kabinjába szaladt, hogy magához vegye a mentőmellényét, majd a hajó jobb oldalán próbált egy csónakban helyet kapni. Miután nem járt sikerrel, átment a bal oldalra, de a legénységtől itt sem kapott semmiféle segítséget vagy tájékoztatást. Itt épp a 4-es számú csónakot igyekeztek vízre tenni, amibe végül Woolley is beszállt annak ellenére, hogy már tele volt utasokkal. Miután sikerült gond nélkül vízre tenni a csónakot, abban a főmérnök vette át az irányítást. Mire a torpedó a Falabába csapódott, már 270 m távolságra kerültek tőle. Röviddel később az Eileen Emma egyik csónakja érkezett hozzájuk és juttatta őket biztonságba.
A hajó elsüllyedését vizsgálat során nagy figyelmet kapott a mentőmellényében a vízben sodródó M. C. C. Harrison kapitány vallomása, aki arra panaszkodott, hogy hiába kért könyörögve segítséget a közelében lévő 4-es csónaktól, a benne lévők nem mentették ki a vízből olyan indokokkal, hogy „a csónak megtelt” vagy hogy „várja csak meg a drifter közelben lévő csónakját”. A csónakban lévők vallomása szerint azért nem tudták kimenteni Harrisont, mert több személyt már kihúztak a vízből, és ők olyan elgyengült állapotban voltak, hogy a csónak alján elfektették őket. Harrison később az említett drifter csónakja mentette ki.
A csónak irányítását ellátó William Guy főmérnök a kabinja előtt értesült a tengeralattjáró felbukkanásáról, mire a gépterembe rohant, de ekkorra már a hajó megállt. Alig ért le alulra, mikor az egyik utaskísérő egy tetőablakon át lekiáltotta a „Mindenki a csónakokhoz!” parancsot. Guy még ellenőrizte, hogy senki nem maradt-e lent, majd a kabinjába ment a mentőmellényéért és innen a 6-os csónakhoz ment, ahova előzetesen be volt osztva. Mivel ez ekkor már vízre volt téve, a 4-eshez ment tovább. Ezt a csónakot 40 fővel sikeresen vízre tették, majd átsodródott a Falaba jobb oldalára. Guy szerint 300 yard (270 m) távolságra volt már a hajótól, mikor azt a torpedó eltalálta.[12]
- A 6-os csónakot sikerült rendben vízre tenni, de közben többször a hajótestnek csapódott, ami miatt a víz hamar erősen szivárogni kezdett bele. Emellett a csavaros lékdugókat ennél sem csavarták be a helyükre, amit észrevéve Baxter első tiszt kiugrott a csónakból a szalonfedélzetnél, a köteleket átadta két utasnak, majd a maradék csónakok leengedését ment ellenőrizni. Közel 40 fővel a 6-os csónakot ennek ellenére zökkenőmentesen sikerült letenni a vízre. és két evezővel igyekeztek eltávolodni a hajótól. Ez azonban nem sikerült maradéktalanul, mivel a víz ebbe is behatolt, és még a torpedótalálat előtt fel kellett adni. Egy óra múlva az életben maradt nyolc személyt a beérkező Wenlock drifter vette fel.[12]
- A 8-as csónakban – a parancsnoki gigben – 18 fő foglalt helyet és a negyedik tiszt (fourth officer) felelt érte, akinek minél több vízbe esettet kellett kimentenie. Közben egy elveszettnek hitt hölgy is helyet foglalt benne, mielőtt Baxter első tiszt és a számvivő tiszt biztonságosan leengedte. A csónakmester röviddel előtte hat feketeafrikait kiparancsolt, hogy a fehéreknek helyet adhassanak.[12][37]

### A hajótöröttek kimentése
A túlélőket kimentő halászhajók mind eredetileg az Északi-tengeren halásztak, de az aknák és ellenséges hajók miatt halászterepet váltani kényszerültek és kerültek így az ekkor még békésnek számító Ír-tengerre. A halászhajók (drifterek) közül a lowestofti Eileen Emma tartózkodott a legközelebb az eseményekhez, és ez a hajó mentette ki a legtöbb hajótöröttet, 122 főt. A kapitánya szerint már egy órája „üldözte” a tengeralattjárót, és a torpedótalálatkor mindössze 300 yardra (270 m) a Falaba előtt volt jobbra a hajója, ami alapján hallótávolságon belül kellett volna lennie a tengeralattjáróhoz. A vizsgálóbizottság előtt tett vallomásában arról számolt be, hogy a torpedótalálatkor már eresztették le az első mentőcsónakját, a torpedótalálat után pedig egy-két perccel már ki is mentette az első hajótörötteket.
A fényképfelvételek alapján azonban ez bizonyosan nem így volt, a távolság jóval nagyobb kellett legyen, Forstner pedig ismeretlen okból békén hagyta a halászhajót. Langensiepen és Nottelmann szerint vélhetőleg humanitárius megfontolások miatt nem süllyesztette el, hogy a Falaba hajótörötteit majd felvehesse. Ez a hajó mentette ki a hajótöröttek többségét, 122 főt. G. Wright kapitány eskü alatt tett vallomásában arról számolt be, hogy a jobb oldalon, ahol a találat érte, a Falabának még két csónakja a csónakdarukon függött, de valójában egyedül csak a 7-es csónak nem volt még ekkor leeresztve a vízre. Ez a részlet is azt támaszthatja alá, hogy messzebb volt a hajójával annál, mint amire emlékezett. Rajta kívül a később a helyszínre érkező halászhajók közül négy mentett még ki embereket a vízből, az Orient II 14-et, a George Baker 5-öt, a Wenlock 8-at és a The Emulate (az Eileen Emma dingijéről) 3-at.
A túlélőket a wales-i Milford Havenben tették partra. A 95 fős személyzet 46 tagja és a 147 utas közül 57 veszítette életét, összesen 103 fő. Az tisztázatlan, hogy hányan veszítették életüket a torpedó felrobbanásakor, vagy hogy voltak-e egyáltalán ilyenek. A brit vizsgálat során bár voltak erre utalások, az elhunytak halálokát minden esetben „fulladásként” (drowning) említik. Nyolc fő, köztük Davies kapitány, hipotermia következtében hunyt el miután már kimentették őket. Az nem ismert, hogy a túlélők közül hányan melyik osztályon utaztak. A Liffey romboló Pembroke felől érkezve találkozott az Eileen Emmával, és vett át tőle több hajótöröttet.
Az eseményekről egy utas, a Warwickshire Ezred kötelékébe tartozó Charles Lacon hadnagy fényképeket készített, amik annak ellenére is fennmaradtak, hogy az illető a gépével egy órát töltött a tengervízben. A képeket már a tragédia után három nappal, március 31-én leközölte a Daily Mirror napilap. Az újságban megjegyezték, hogy hasonló esetekre felkészülten mindenki tartson magánál fényképezőgépet, a szerkesztőség ugyanis borsos árat is hajlandó fizetni értük. A briteknek arról még sokáig nem volt tudomása, hogy a torpedótalálatról a tengeralattjáró tornyából készítettek a németek egy fotót, mely rácáfol számos ellenük felhozott vádra.

### Az amerikai áldozat

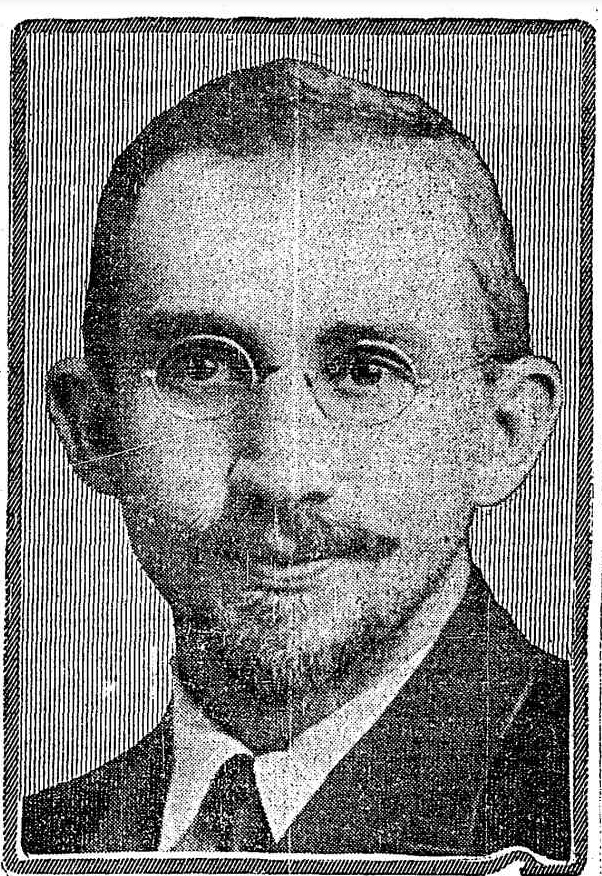
Leon Chester Thrasher, a Falaba elsüllyedésének amerikai áldozata

Az áldozatok között volt két külföldi állampolgár, a dán utas és az USA-beli Leon Thrasher. Ő volt az első amerikai állampolgár, aki egy német tengeralattjárótámadás áldozatává vált. A massachusettsi Thrasher (néhol helytelenül Thresher alakban írva) 1884-ben született Hardwickben, és a szintén massachusettsi Springfieldben kapott gépészeti és főművezetői képzést. Foglalkozását gépészmérnökként vagy bányamérnökként adták meg. Korábban a Panama Canal Railway vasúttársaság alkalmazottja volt, és Londonból indult Sekondiba, hogy egy brit cégnek, a Broomassie Mining Company-nek dolgozzon az afrikai Aranyparton (a mai Ghánában). Thrasher 1911 júniusában váltotta ki az amerikai útlevelét, ami már 1912 júniusában lejárt. Ez a részlet eleinte kérdésessé tette, hogy megtartotta-e az amerikai állampolgárságát. A holttestét 1915. július 11-én sodorták partra a hullámok Írországban, 106 nappal a Falaba elsüllyesztése után. A hatóságok a maradványait először a Lusitania egyik áldozatának vélték és a 248. számú holttestként jelölték.

## AzU 28további útja
A megmaradt két torpedója, a megsérült hátsó, hosszú periszkópja és az eddigi tevékenysége okán várható erős ellenséges fellépés miatt Forstner a Falaba elsüllyesztése után úgy döntött, hogy a portyáját nem terjeszti ki az Ír-tengerre az eredeti terveknek megfelelően, hanem megkezdi a visszautat Flandriába. Március 28-án este egy újabb jelzések nélküli kereskedelmi hajóra – City of Cambridge (3844 t) –  bukkant, mely szintén nem állt meg a felszólításra, és három lövedék találata után is tovább haladt. Az erős hullámverés és a beálló sötétség miatt Forstner felhagyott az üldözésével.
Március 29-én hasonlóan több gránáttalálat ellenére is kitért előle a Theseus brit gőzös (6724 t), amit az erős hullámzás miatt nem üldöztek tovább. Ugyanezen a napon rövid üldözés után elfogta és – a legénység leszállítása után – torpedóval elsüllyesztette a Flaminian (3500 t) brit gőzöst.
Március 30-án az U 28 az egy jelzések nélküli hajót szólított fel megállásra. A hajó a figyelmeztető lövésre sem reagált, ami után célzott lövéseket adtak le rá. Miután elszenvedte az első gránáttalálatot, a Crown of Castile (4505 t) végül megállt. A fedélzetére átszálló kommandó helyezett el rajta robbanótölteteket, a süllyedését pár a vízvonalra leadott lövéssel gyorsították fel. A legénységét egy dán vitorlás vette fel.
A Doveri-szoroson át április 4-én tért vissza Ostendébe. A teljes bevetése során 8 brit hajót süllyesztett el mintegy 22 000 t hajótérrel, valamint lefoglalt 2 semleges kereskedelmi hajót.

## A diplomáciai incidens

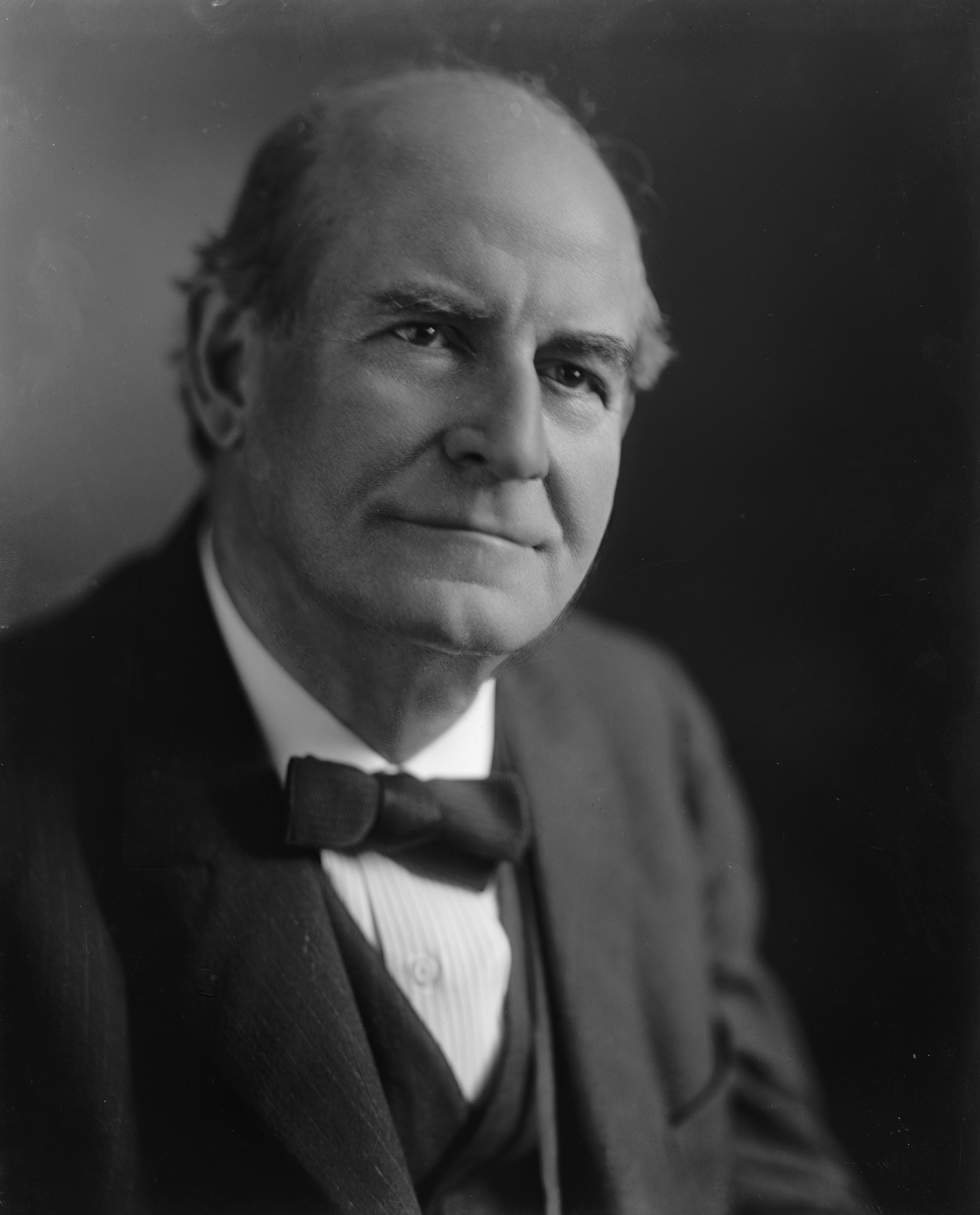
William Jennings Bryan

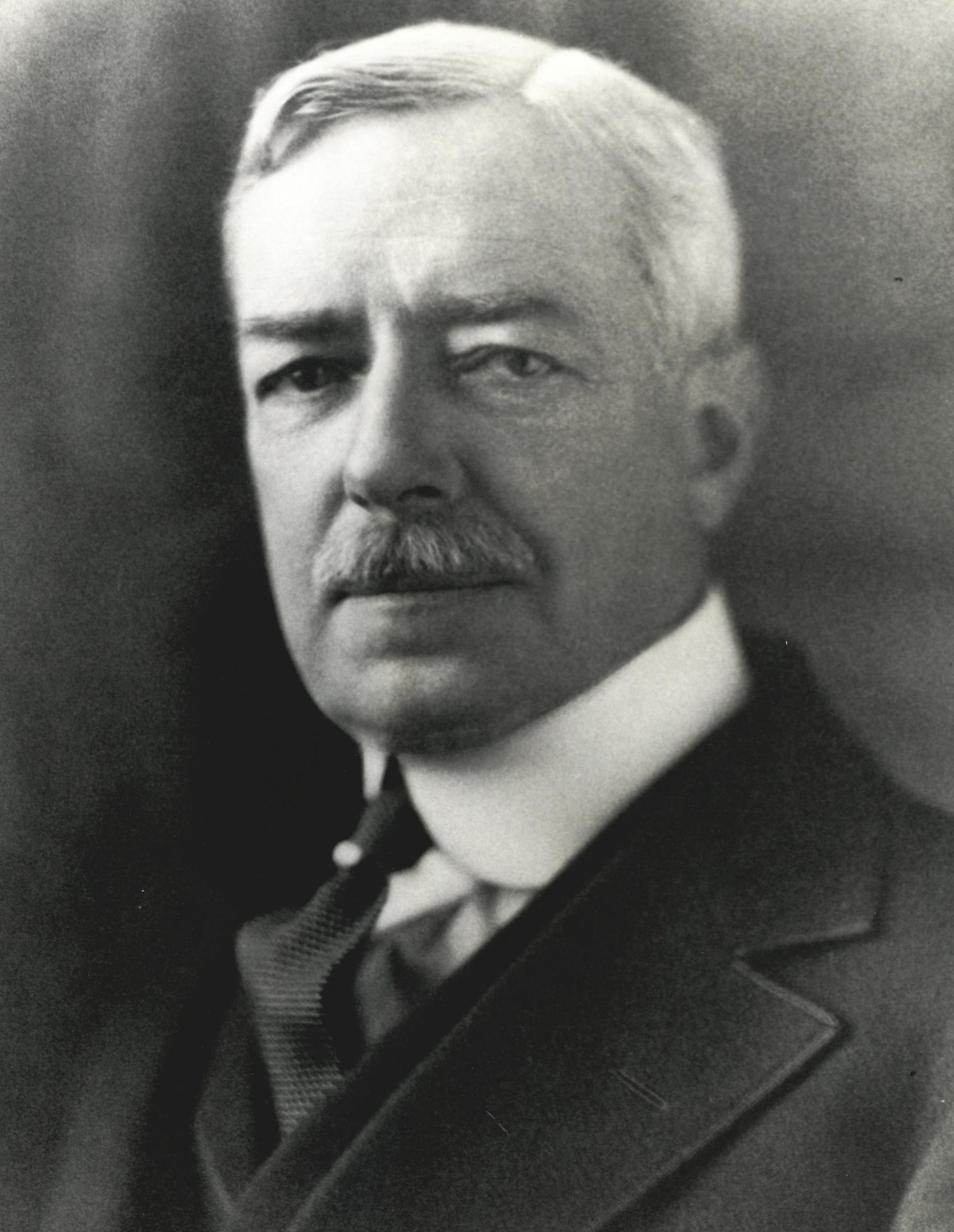
Robert Lansing

A Falaba volt a második brit utasszállító, melyet az U 28 ezekben a napokban elsüllyesztett. Előző nap, március 27-én a Yeoward Brothers’ Aguila nevű hajóját süllyesztette el szintén jelentős emberveszteséggel. Az U 28 ennél az esetnél az ágyúját is használta, ami több személy halálához vezetett, közte olyanokéhoz is, akik épp elhagyták már a hajót. A nyolc halálos áldozat közül többen akkor veszítették életüket – köztük két nő, egy stewardess és egy női utas – mikor a csónakjuk felborult, és ők vízbe fulladtak. A tengeralattjáró ezután nyitott tüzet, további halálos áldozatokat követelve. Összesen 20 lövést adott le rá, mielőtt megtorpedózta volna. Forstner a közelben lévő Ottilie halászhajót utasította a mentőcsónakban lévők felvételére, mely három csónakot meg is talált, a negyedikre egy másik halászhajó talált rá.
A sajtóban megjelent cikkek arról számoltak be, hogy a németek megsértették a nemzetközi jogot azzal, hogy túl kevés időt hagytak a hajó elhagyására. Wilson elnök is ezeket az információkat kapta kézhez, és ez alapján ítélte meg a németek tettét, ami az amerikai áldozat okán határozott reakciót kellett megkívánjon. Bryan külügyminiszter azonban felvetette a kérdést, hogy „megteheti-e egy amerikai állampolgár, hogy a saját ügyeit a hazája ügyei fölé helyezi, és a saját előnyei érdekében szükségtelen kockázatokat vállal, amivel a hazáját nemzetközi bonyodalmakba vigye.”
Wilson Robert Lansing tanácsossal fogalmaztatott meg tiltakozó diplomáciai üzenetet, mely éles hangvételű volt (lásd lejjebb: Függelék). Bryan azt tanácsolta Wilsonnak, hogy ne küldjenek ilyen harcias kifejezéseket tartalmazó jegyzéket, ezért Lansinggal átfogalmaztatta azt. Figyelembe vették azt a tényt, hogy csak egyetlen amerikai állampolgár veszítette életét, ami gyenge alapot biztosított a jogi tiltakozáshoz. Végül az a döntés született, hogy egyelőre maradnak egy formális tiltakozásnál, nem kizárva azt a lehetőséget, hogy Leon Thrasher halála egy elszigetelt eset maradhat.
A Falaba megtorpedózását két amerikai hajó elleni támadás követte hamarosan: egy léghajóval végrehajtott sikertelen légitámadás a Cushing ellen, majd a Gulflight tanker elleni sikeres tengeralattjáró-támadás. Május 7-én az U 20 elsüllyesztette a Lusitaniát. Ez az eset jóval nagyobb port kavart, mivel a tengeralattjáró – normálisan működő periszkóp segítségével és az érvényben lévő utasításainak megfelelően – ezúttal egyáltalán nem adott le figyelmeztetést, és több mint 100 amerikai állampolgár is volt a nagy számú áldozat között. Az Egyesült Államok diplomáciai jegyzéket küldött Németországnak, melyben bocsánatkérésre és mindkét hajó utáni jóvátétel megfizetésére szólított fel. Ez a jegyzék tartalmazott egy figyelmeztetést, miszerint az Egyesült Államok meg fog tenni „minden szükségszerű lépést, hogy a polgárai jogát fenntartsa, vagy a nemzetközi jog szent kötelességeinek eleget tegyen.” („[the US would take] "any necessary act in sustaining the rights of its citizens or in safeguarding the sacred duties of international law.")
A Lusitania elsüllyesztése felelevenítette a Thrasher-incidenst, melynek a vizsgálóbizottsága ezen újabb katasztrófa után, május végén hallgatta meg a túlélőket. Bár számos beszámoló alapján ennél több időt kaptak az evakuációra, a bizottság a zárójelentésében mégis azt állapította meg, hogy mindössze öt percet hagytak számukra a németek a hajó elhagyásához. A németek a Forstner jelentésében foglaltakkal védekeztek, miszerint 10 percet adtak az evakuációra, amit végül 23 percre toltak ki ténylegesen, és ekkor is egy „gyanús hajó” közeledtére lőtték ki a torpedót. Ezt a részletet Bryan is megemlítette a Wilsonnal folytatott megbeszélésein. A német kormányzat azt az álláspontját is közvetítette, hogy amennyiben egy kereskedelmi hajó megpróbál elmenekülni és segítséget hív, az megváltoztatja a támadó hajó parancsnokának kötelességét a fedélzeten lévő nem hadviselő személyek biztonságának biztosítását illetően, még ha a hajó ezt követően meg is áll és felhagy az ellenállással. Az amerikai kormányzat visszautasította ezt a megközelítést.

## Függelék
Az alábbi függelék rész pár az incidenssel kapcsolatos dokumentumot és könyvrészletet tartalmaz azok keletkezésének sorrendjében, felhívva a figyelmet a bennük található helyes vagy hibás, téves vagy kétes információkra.

## Fordítás
- Ez a szócikk részben vagy egészben  a   Thrasher incident című angol Wikipédia-szócikk ezen változatának fordításán alapul.  Az eredeti cikk szerkesztőit annak laptörténete sorolja fel. Ez a jelzés csupán a megfogalmazás eredetét és a szerzői jogokat jelzi, nem szolgál a cikkben szereplő információk forrásmegjelöléseként.